# オーガスタ・ウィザース

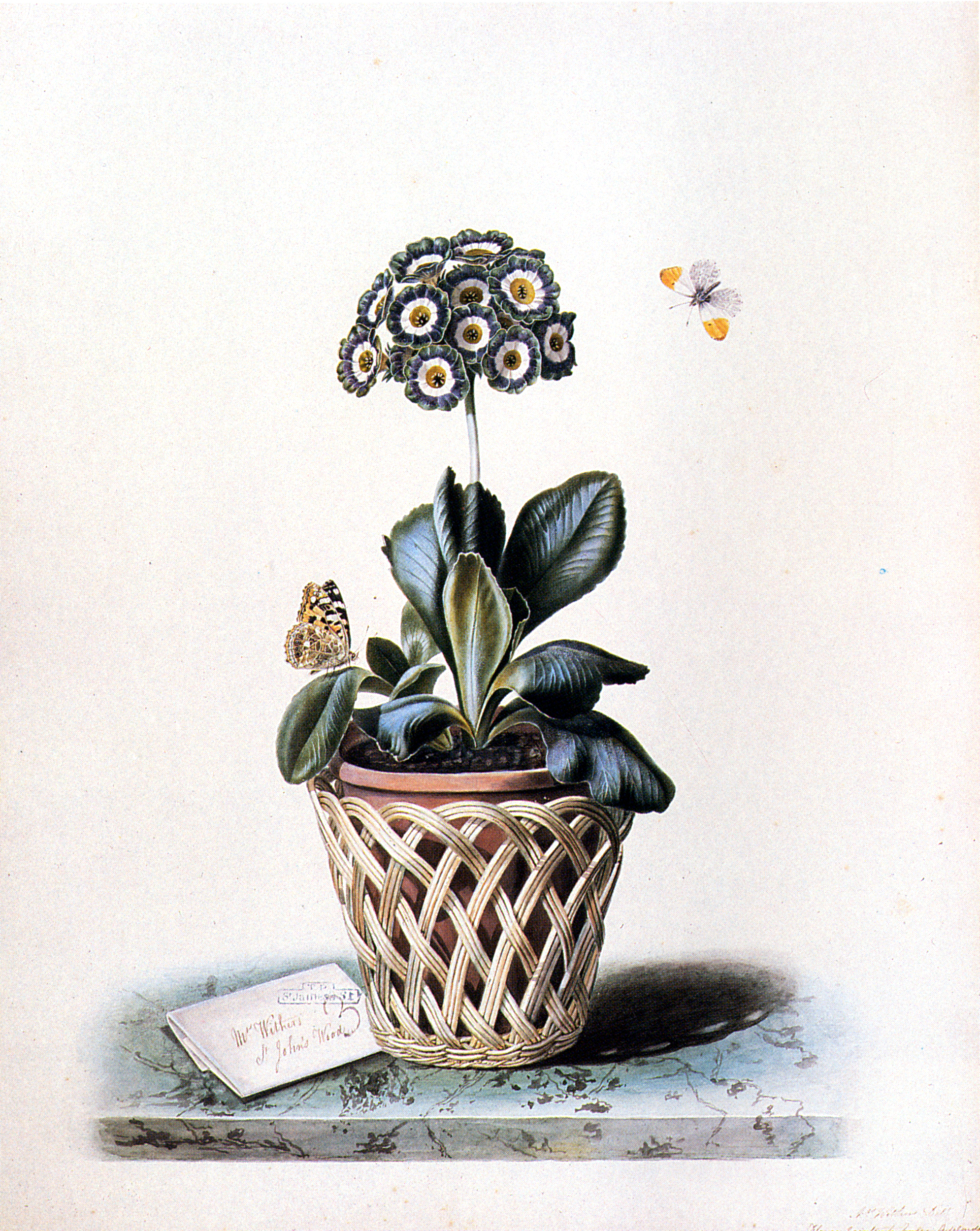
オーガスタ・イネス・ウィザースの植物画

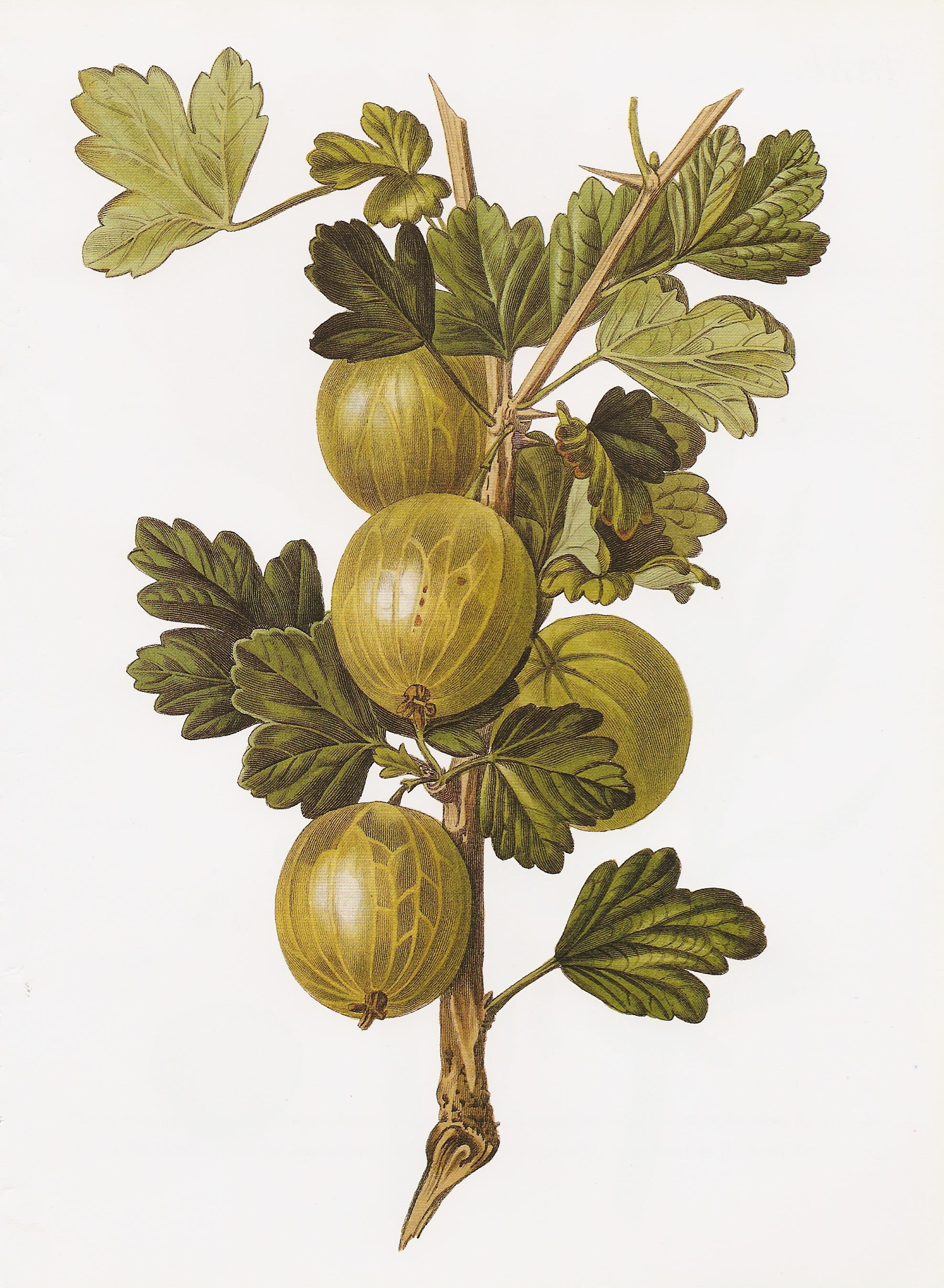
セイヨウスグリ

オーガスタ・イネス・ウィザース（Augusta Innes Withers、旧姓ベイカー、Baker、1793年 - 1877年）はイギリスの博物画家である。ジョン・リンドリーの『果実園芸学雑誌』（"Pomological Magazine"）やジェームズ・ベイトマンの『メキシコとグアテマラのラン』（"Orchidaceae of Mexico and Guatemala"）の図版を描いた。アデレード王妃、ヴィクトリア女王によって常任植物画家（"Flower Painter in Ordinary"）に任じられ、ベンジャミン・マウンドの植物雑誌、"Botanist"や 園芸協会年報（”Transactions of the Horticultural”）や ”Illustrated Bouquet" (1857-1863)やカーチス・ボタニカル・マガジンの図版を描いた。

## 生涯
父親はグロスターシャー州の教区牧師で、摂政王太子の宗教儀式係を務めた。ロンドンで生涯を送り、会計士のセオドア・ウィザースと結婚した。1827年から1865年の間、画家として活動し、王立アカデミーやイギリス芸術家協会や新水彩画協会の会員として活動した。英国の造園家、ジョン・ラウドンは、1831年に”Gardener's Magazine"のなかで、描かれた植物や果実の植物学的な正確さが、その品種の分類を可能にするほどであると讃えた。
1815年に、栽培果実の名称を削減統一するために、ウィリアム・ジャクソン・フッカーが、10巻にわたるの水彩画譜を作ろうとして、病気のためにその仕事が継続が困難になった時、バーバラ・コットンらとともに仕事を完成させるために選ばれた4人の植物画家の一人となった。他に、ロバート・トンプソンの"The Gardener's Assistant" (Blackie & Son, 1859)や "A guide to the Formation and Management of the Kitchen, Fruit, and Flower Garden, and the cultivation of conservatory, green-house, and stove plants. With a copious calendar of gardening operations." の図版も描いた。